# Maria-Magdalena-Kirche (Jerusalem)

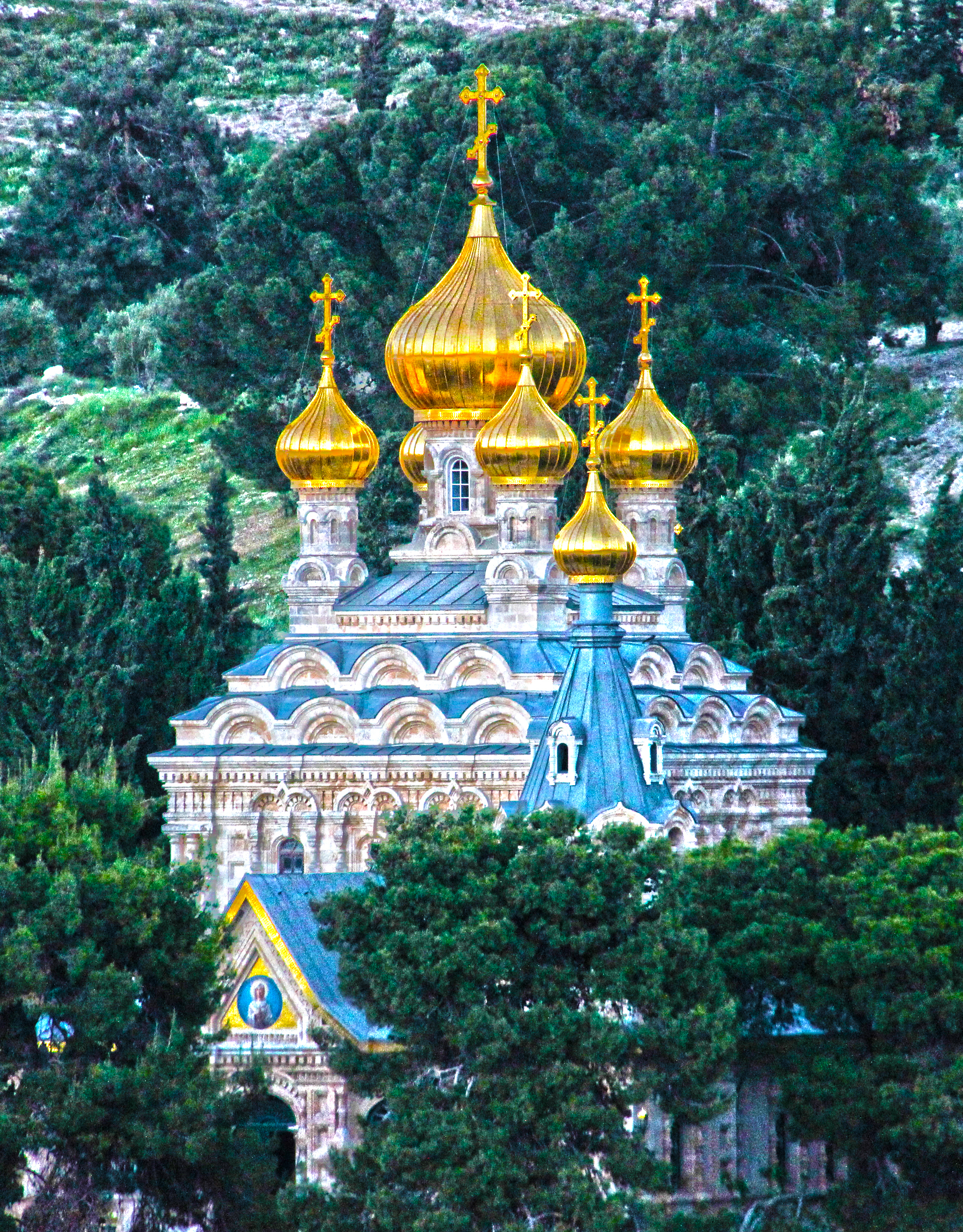
Maria-Magdalena-Kirche

Die Maria-Magdalena-Kirche ist eine russisch-orthodoxe Kirche auf dem Ölberg in Jerusalem. Erbaut wurde sie 1886 durch Zar Alexander III. im neorussischen Stil mit sieben vergoldeten Zwiebeltürmen. Die Baupläne lieferte der Architekt David Grimm und die Bauarbeiten von 1886 bis 1888 beaufsichtigten die Jerusalemer Architekten George Frangya (جورج فرنجية) und Conrad Schick.
Vor der Ikonostase befinden sich die letzten Ruhestätten der von der russisch-orthodoxen Kirche als heilige Märtyrin verehrten Elisabeth von Hessen-Darmstadt und ihrer Nichte Alice von Battenberg.

Maria-Magdalena-Kirche
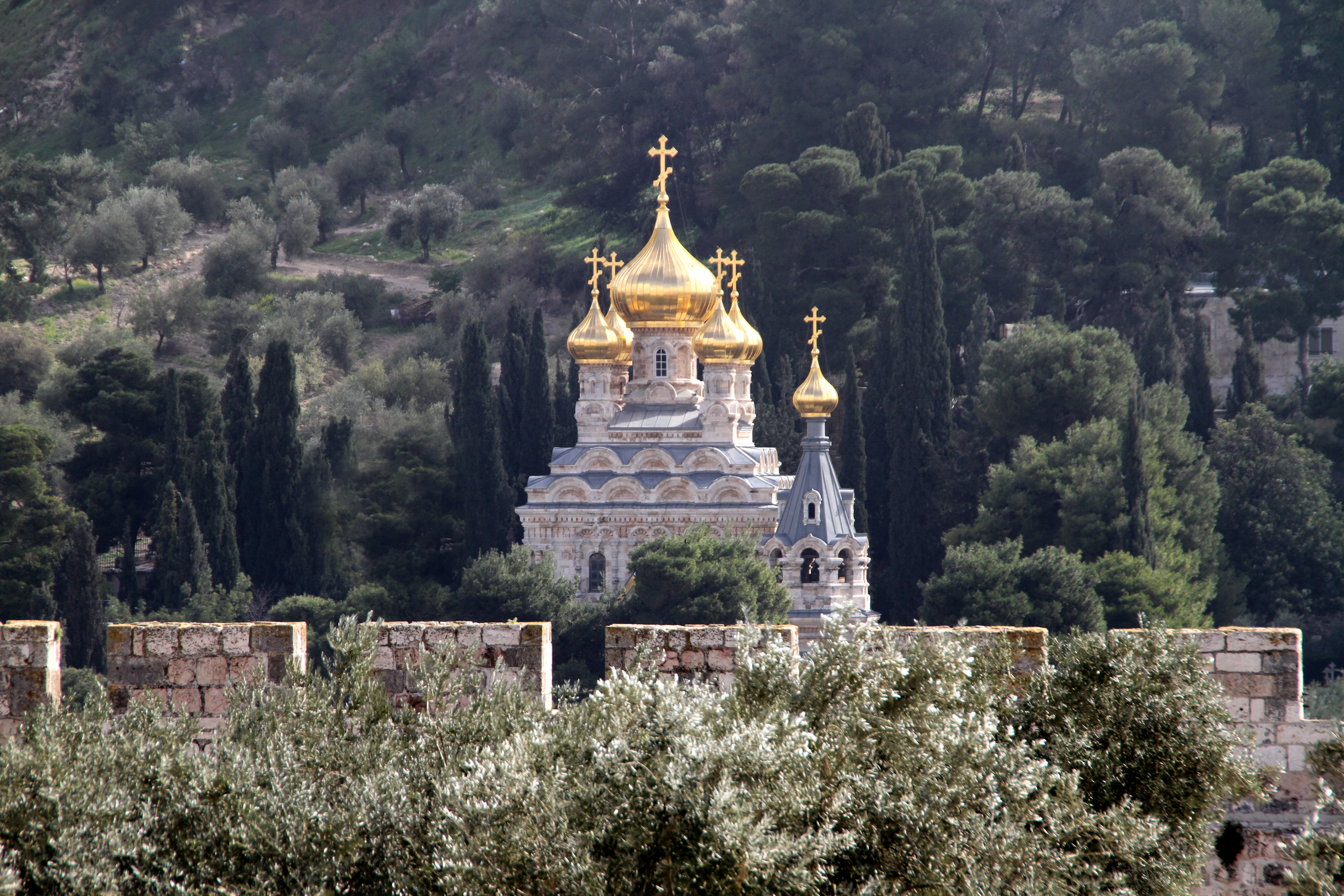
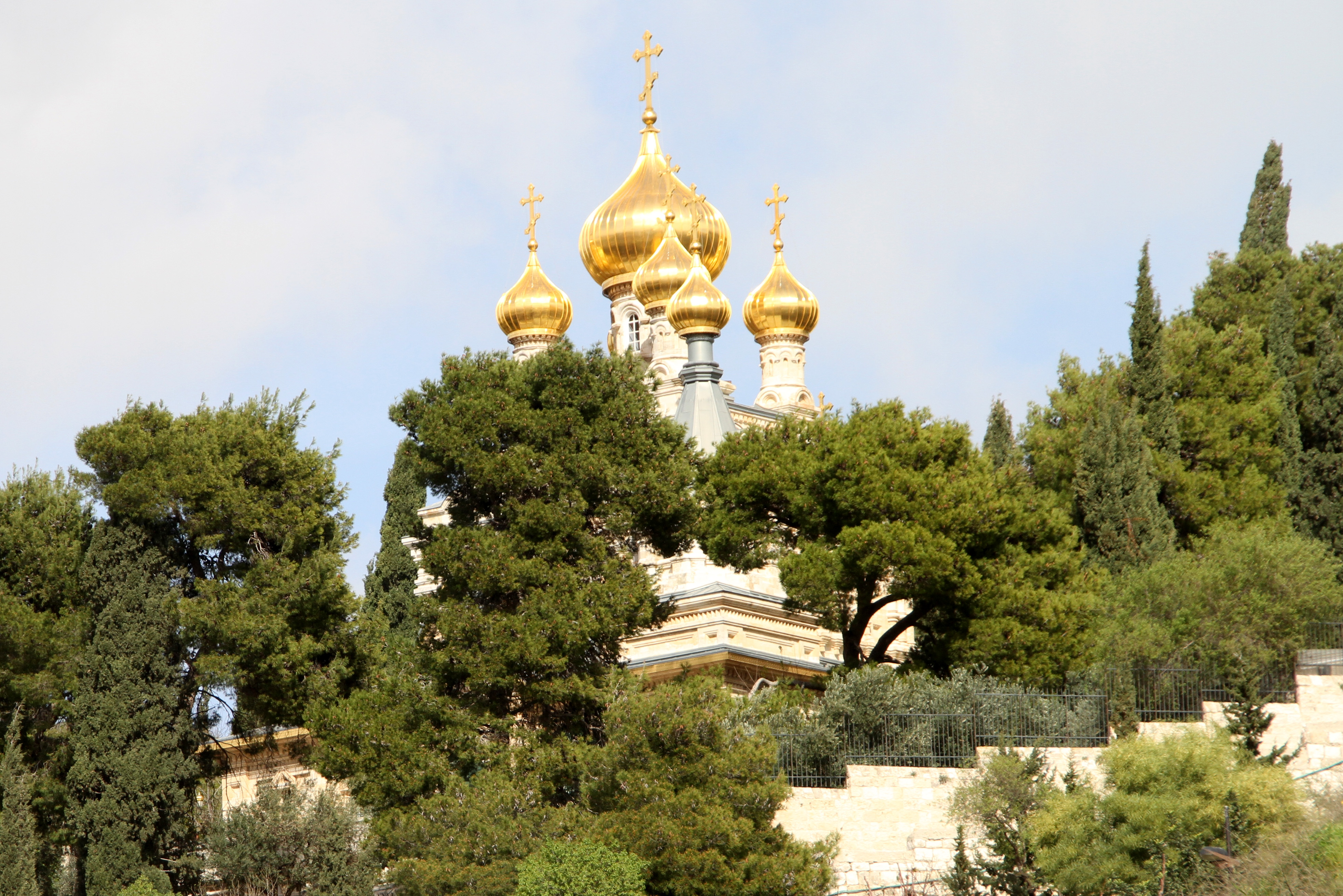
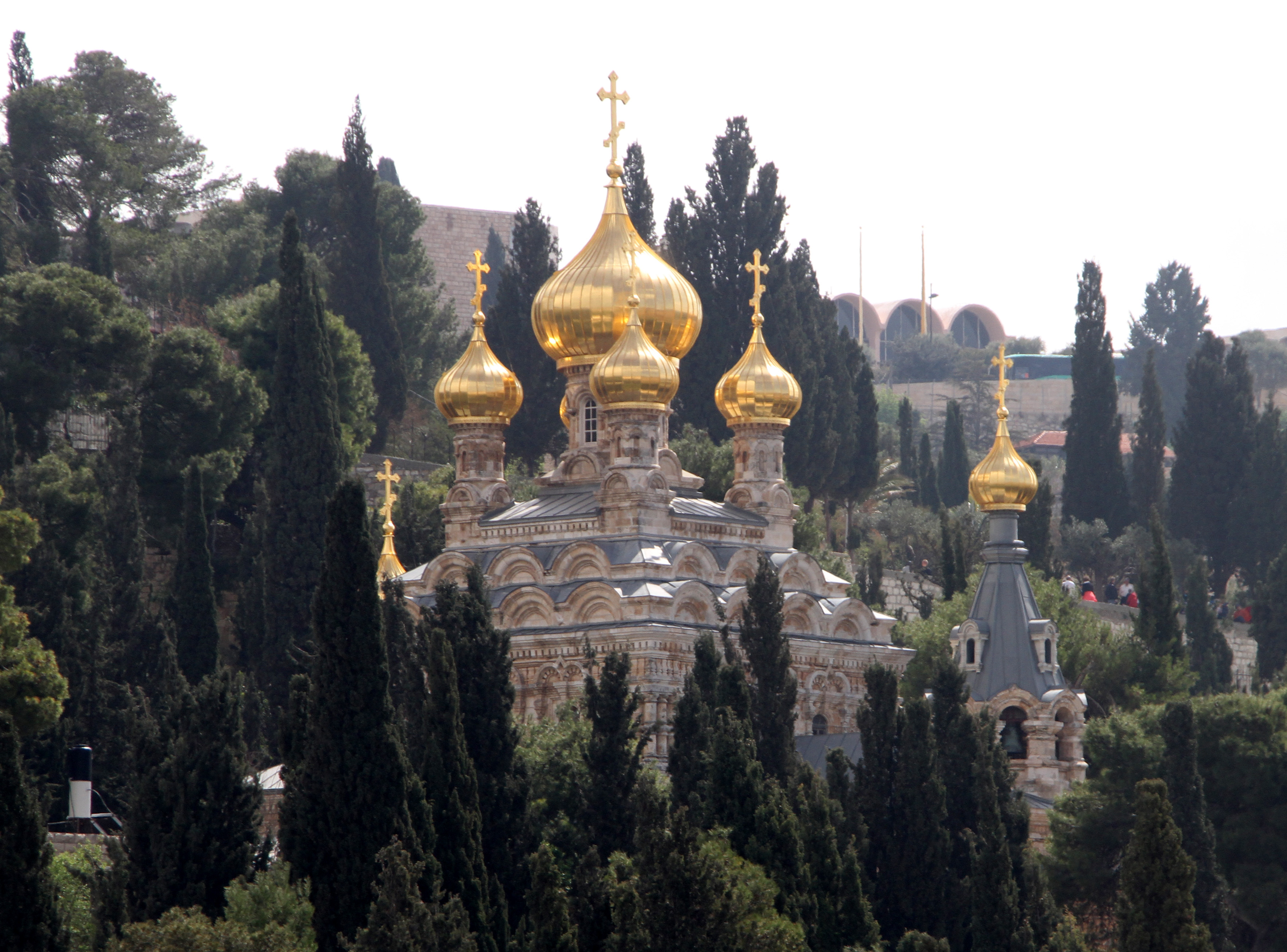
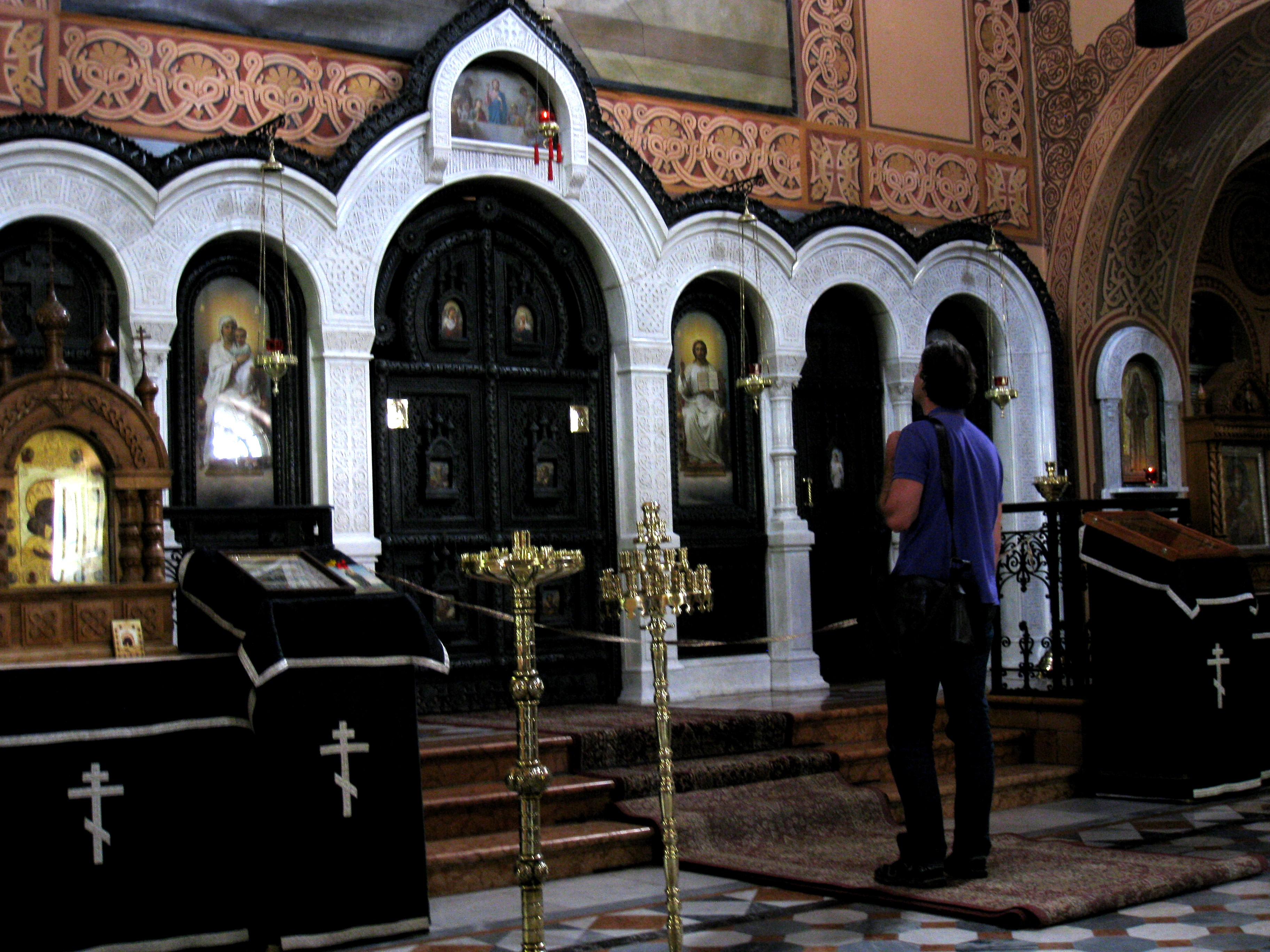
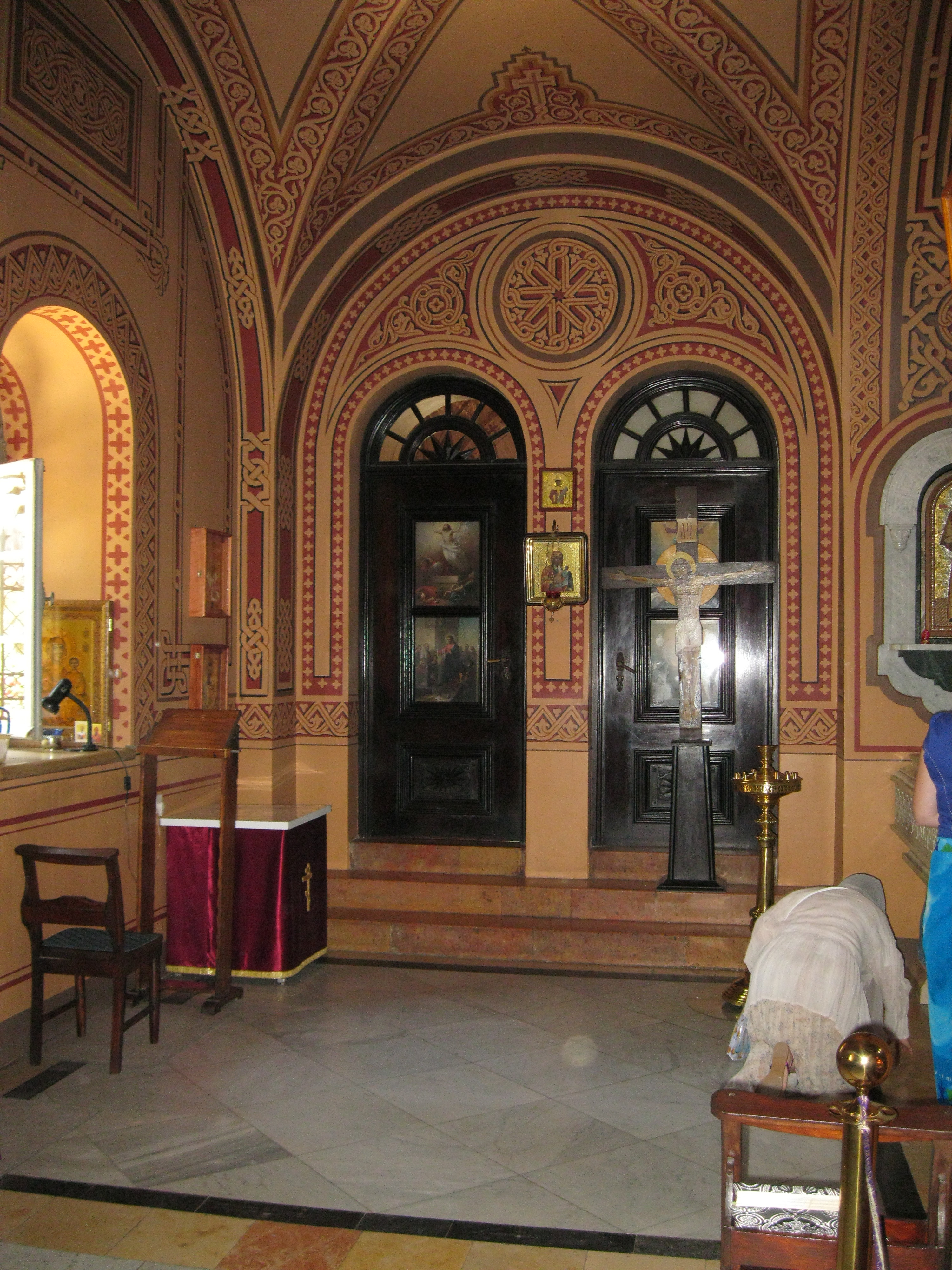